# CC団
CC団（シーシーだん。C・C団、CC派、C・C系とも）は、中華民国・国民政府時代の、中国国民党内の党派。陳果夫、陳立夫の兄弟を中軸として、国民党の党内支配、特務諜報活動の方面で権力を振るった。蔣介石の与党的存在であったが、国民党政権が国共内戦に敗れて台湾に移った際に衰退した。

## 由来について
CCの名称の由来は、陳果夫、陳立夫兄弟らが1927年11月に、当時国民党内の政争によって下野していた蔣介石を支援するために、秘密結社「中央倶楽部」を上海にて結成した事から、とされる。「中央倶楽部」の英訳がCentral Clubとなるのでその頭文字を持ってCCと称したとも、また陳兄弟の「陳」の英語の頭文字を取ってCCと称した、ともいう。一方で陳立夫は後に、「中央倶楽部」なる秘密結社は存在せず、中国共産党が陳兄弟ら反共派を非難するために捏造した造語である、と述べた。
後に「CC団」とされる党派は、1926年に陳果夫が設立した右派グループ「浙江革命同志会」を元として、その後国民党内の各種右派グループがこれに合流していったとされる。
CC団はその権力の源泉として陳兄弟が握った国民党中央組織部の他にも、陳兄弟の叔父・伯父である陳其美や陳其采が浙江省に持っていた政治的・経済的実力や、青幇との繋がりがあったとされている。

## CC団の特質
CC団の思想的背景は、陳立夫が1935年に発表した「生の原理」によるという。陳立夫はこの中で三民主義こそが資本主義、共産主義、帝国主義、ファシズムを凌駕し得ると説いた。一方でCC団の具体的な主張は三民主義、国民党、蔣介石を絶対視するものであり、蔣介石の国民党独裁を守るために、これに反する一切の勢力の排除を目指すものとなった。
CC団は国民党中央、地方双方で勢力を伸ばし、1936年には五届中央委員180人の内、CC団の影響下にあるものが50数人まで及んだという。国民党、政府の下層も含めると構成員の総数は1万数千人に及んだとも言われる。

## 特務活動
陳果夫らの特務活動は、1926年に陳果夫が国民党中央組織部秘書・部長代理になったときに遡る。この組織部では国民党内部から共産党員を締め出すことが行われた。1928年2月に蔣介石が政権に復帰すると、陳果夫は中央組織部副部長に任じられた。陳兄弟はこの中央組織部（その中でも特に調査課）をもとに、共産党のみならず、国民党内の反蔣介石派、その他国民党外部の活動家の排除、弾圧に乗り出した。
1932年、蔣介石は共産党への攻勢を強めるために陳兄弟に特務機構の強化を命じ、陳兄弟は徐恩曾に命じて南京に「特工総部」（特務工作総部）を設立させた。これは秘密組織で、特務人員の管理や対共産党工作・弾圧などを行った。共産党弾圧は主に上海を舞台に行われ、共産党に大きな打撃を与えた。
1937年、蔣介石は軍事委員会調査統計局を改組し、CC団と藍衣社の特務機構の統一を図った。陳立夫側はこの機を利用して藍衣社系の特務も傘下にしようとしたが、日中戦争勃発後に調査統計局は再分割される。

## 日中戦争期の動向
対日戦争はCC団の基盤である江浙地帯の喪失をもたらしかねないため、CC団は当初は対日戦争発動に消極的であった。この事が日中戦争初期におけるCC団の特務活動の鈍さにつながり、蔣介石や藍衣社ら党内他派の批判を買った。これに対しCC団は「ソビエト連邦のゲーペーウー(GPU)による殺戮政治の如き」漢奸狩りを開始する一方、共産党との合作交渉を行い、また党内他派との連携を進めた。1938年、蔣介石は軍事委員会調査統計局を再改組し、CC団系の中央調査統計局（中統）と藍衣社系の軍事委員会弁公庁調査統計局（軍統）に分割した。これに伴い特工総部は中統へと改組、廃止された。
1938年12月に汪兆銘が国民政府から離反した際、CC団の幹部であった周仏海、梅思平らがこれに従ったためCC団は大きく動揺したが、後に勢力を挽回した。CC団の指揮する特務活動は対日活動で活躍し、主に日本の軍需経済の情報収集を行ったり、中国国内のみならず香港や海外をも舞台にして日本軍と特務・諜報戦を繰り広げた。

## 衰退
日中戦争中も勢力を保持し続けたCC団であったが、戦後の第二次国共内戦に際して、国民党内ではCC団と他派との政争が激化した。CC団の中下層メンバーは国民党の弱体の原因を宋子文や孔祥熙といった人物に求めて批判し、これは宋、孔の失脚の原因ともなった。彼らの批判が蔣介石に及びかけた際に陳果夫はこれを阻み、批判運動は消滅した。しかし陳兄弟も次第に党内の腐敗や蔣介石に対して不満を募らせており.、その一方で蔣介石は国民党内の党派争いを国民党の勢力が衰えた原因とし、党内の改造を行った。党派の巨魁である陳果夫が病に倒れ、国民党が遂に中国大陸から台湾に追われるに及んで、蔣介石はCC団を政権中枢から排除した。代わりに陳誠らの「新政座談会派」が党内の主流派閥となる。陳立夫は1950年にアメリカに渡り、以後は政治職には就かなかった。台湾に残ったCC団勢力はなお立法院に勢力を残していたが、CC団指導者と言われた張道藩の死により立法院勢力は消えていった。一方財政、金融面ではなおCC団の支配が残っていたが、これも蔣介石の後継者・蔣経国の党内権力掌握に伴い削られていった。